# أولد ووتون (باكينجهامشير)
أولد ووتون (بالإنجليزية: Old Woughton) هي قرية وأبرشية مدنية تقع في المملكة المتحدة في باكينجهامشير.